# Мнацаканова, Елизавета Аркадьевна
Елизаве́та Арка́дьевна Мнацака́нова (нем. Elisabeth Netzkowa (Mnatsakanjan); 31 мая 1922, Баку, Азербайджанская ССР — 10 сентября 2019, Вена) — русская поэтесса, переводчица, эссеистка, музыковед.

## Биография и творчество
Родилась в семье врачей, отец — врач и поэт Армен Сюни (Аркадий Мнацаканьян).
С 1945 года жила в Москве. В 1945—1947 годах училась на филологическом факультете МГУ. В 1950 году окончила Московскую консерваторию, в 1953 — аспирантуру при ней.
Автор книг и статей о творчестве В. А. Моцарта, И. Брамса, Г. Малера, С. Прокофьева, Германа Галынина.
Переводила немецкую и австрийскую поэзию (Новалис, Гёльдерлин, Р. М. Рильке, Тракль, П. Целан, И. Бобровский, И. Бахман, Х. К. Артман, Герхард Рюм и др.).
С 1964 года работала в жанре визуальной поэзии, сочетая в своих текстах вербально-графический (шрифтовой) и живописный элементы (см. книги-альбомы «Das Hohelied», «у смерти в гостях», Ландшафты — Граубюнден 1976—1977−1996, «Das Buch Sabeth» (1972—1988), которые экспонированы и хранятся в венской Альбертине).
В 2004 году в Гарвардском университете состоялся симпозиум, посвящённый творчеству Е. Мнацакановой, также выставка её книг визуальной поэзии в библиотеке Университета (Lamont Library).
С 1975 года жила в Вене, писала на русском и немецком языках, занималась автопереводом.
С 1979 года преподавала русскую литературу в Венском университете. Участвовала в международных художественных выставках и литературных акциях в Европе, Израиле, США.
Публиковалась в альманахе «Аполлон-77» (Париж), в журналах «Эхо» (Париж), «Ковчег» (Париж), «Время и мы» (Тель-Авив) и др. Работала над книгой о Достоевском, писала о Сервантесе, Диккенсе, Чехове, Прусте, Хлебникове.
В СССР и России до 1990-х годов произведения Мнацакановой не публиковались, за исключением двух стихотворений в журнале «Литературная Армения» (1971) и ряда переводов. В 1972 году поэтесса передала рукописи своих новых сочинений (тексты до 1965 она уничтожила) Генриху Бёллю, посетившему Москву в начале 1970-х и перевезшему их в Германию. В 1975 году Бёлль вернул тексты автору, что, по её словам, «дало ей силы жить дальше» (Янечек, 273).
В 2018 году в России вышло наиболее полное издание текстов Мнацакановой «Новая Аркадия».
Скончалась в Вене 10 сентября 2019 года.

## Признание
- Премия Министерства образования и искусств Австрии за переводы (1987).
- Литературная премия им. Уистена Хью Одена за стихотворные переводы из австрийской поэзии (1985).
- «Международная отметина имени Давида Бурлюка».
- Премия Андрея Белого (2004).

На стихи Мнацакановой написана музыка австрийского композитора Мартины Сизек.

## Избранные публикации
- Шаги и вздохи: четыре книги стихов. — Вена, 1982.
- У смерти в гостях: кн. визуальных поэм. — Вена, 1986.
- Das Buch Sabeth. — Wien, 1988.
- Metamorphosen: 20 Veränderungen einer vierzeiligen Strophe und Finale. — Wien, 1988.
- Из австрийской лирики. Избранные переводы. — Вена, 1988.
- Vita breve: Из пяти книг. Избранные работы 1965—1994. — Пермь: Изд-во Пермского ун-та, 1994.
- Осень в Лазарете Невинных Сестер. Реквием в 7 частях. Альманах «Аполлон-77». Илл. Михаила Шемякина. Париж, 1977. Также: Новое литературное обозрение. — 2003. — № 62. — С. 253—271.
- ARCADIA: Стихи. Из лекций. Статьи. Эссе. — М.: Изд-во Р. Элинина, 2004 (переизд. 2006)
- Елизавета Мнацаканова — Николай Харджиев: «Причастность к силе букв» (переписка 1981—1993 годов) // Новое литературное обозрение. — 2006. — № 79. — С. 248—266.
- Новая Аркадия / Предисл. Ю. Орлицкого. — М.: Новое литературное обозрение, 2018. — 352 с. — ISBN 978-5-4448-0745-3[4].